# American Boxing Confederation
Die American Boxing Confederation (AMBC) ist der amerikanische Boxsportverband der Amateure und Mitglied des Weltverbandes AIBA. Sie wurde am 31. Januar 2009 gegründet. 
Der derzeitige Präsident ist der Argentinier Osvaldo Bisbal.
Die AMBC richtet die amerikanischen Meisterschaften der Amateure aus.